# Gran Premi de la indústria i l'artesanat de Larciano 2024
El Gran Premi de la Indústria i l'Artesanat de Larciano 2024 va ser la 46a edició del Gran Premi de la Indústria i l'Artesanat de Larciano, una cursa ciclista d'un dia que es disputà el 8 de setembre de 2024 sobre un recorregut de 196,3 quilòmetres. La cursa formava part del calendari de l'UCI ProSeries 2024 amb una categoria 1.Pro.
El vencedor fou el suís Marc Hirschi (UAE Team Emirates), que s'imposà en solitari en l'arribada a Larciano. Thomas Silva (Caja Rural-Seguros RGA) i Diego Ulissi (UAE Team Emirates), segon i tercer respectivament, completaren el podi.

## Equips
L'organització convidà a 18 equips a prendre part en aquesta cursa.
| WorldTeams (3)- EF Education-EasyPost - Movistar Team - UAE Team Emirates ProTeams (9)- Bingoal WB - Caja Rural-Seguros RGA - Corratec-Vini Fantini - Polti Kometa - Team Novo Nordisk - TotalEnergies - Q36.5 Pro Cycling Team - VF Group-Bardiani CSF-Faizané - TDT-Unibet Equips continentals (5)- Petrolike - JCL Team Ukyo - Team Technipes #inEmiliaRomagna - Work Service-Vitalcare-Dynatek - MG.K Vis Colors For Peace Equip nacional- Itàlia |
| |

## Classificació final
| \| Classificació general \| Classificació general \| Classificació general \| Classificació general \| Classificació general \| \| Corredor \| Corredor \| Equip \| Temps \| \| \| --------------------- \| --------------------- \| ---------------------- \| --------------------- \| --------------------- \| \| 1r \| Marc Hirschi \| UAE Team Emirates \| 3h 05' 12" \| \| \| 2n \| Thomas Silva \| Caja Rural-Seguros RGA \| + 4" \| \| \| 3r \| Diego Ulissi \| UAE Team Emirates \| + 9" \| \| \| 4t \| Javier Romo \| Movistar Team \| + 9" \| \| \| 5è \| Simone Velasco \| Astana Qazaqstan Team \| + 12" \| \| \| 6è \| Vincenzo Albanese \| Arkéa-B&B Hotels \| + 12" \| \| \| 7è \| Mattéo Vercher \| TotalEnergies \| + 12" \| \| \| 8è \| Joel Nicolau Beltran \| Caja Rural-Seguros RGA \| + 12" \| \| \| 9è \| Gianluca Brambilla \| Q36.5 Pro Cycling Team \| + 12" \| \| \| 10è \| Giovanni Carboni \| JCLTeam Ukyo \| + 12" \| \| |                      |                        |            |
| |                      |                        |            |
| Font: ProCyclingStats |                      |                        |            |
| Classificació general |                      |                        |            |
| Corredor | Corredor             | Equip                  | Temps      |
| 1r | Marc Hirschi         | UAE Team Emirates      | 3h 05' 12" |
| 2n | Thomas Silva         | Caja Rural-Seguros RGA | + 4"       |
| 3r | Diego Ulissi         | UAE Team Emirates      | + 9"       |
| 4t | Javier Romo          | Movistar Team          | + 9"       |
| 5è | Simone Velasco       | Astana Qazaqstan Team  | + 12"      |
| 6è | Vincenzo Albanese    | Arkéa-B&B Hotels       | + 12"      |
| 7è | Mattéo Vercher       | TotalEnergies          | + 12"      |
| 8è | Joel Nicolau Beltran | Caja Rural-Seguros RGA | + 12"      |
| 9è | Gianluca Brambilla   | Q36.5 Pro Cycling Team | + 12"      |
| 10è | Giovanni Carboni     | JCLTeam Ukyo           | + 12"      |